# Sredneje Kuito
Sredneje Kuito (russisch Среднее Куйто „Mittlerer Kuito“, finnisch Keski-Kuittijärvi) ist ein See in der Republik Karelien im Nordwesten Russlands.
Der Sredneje Kuito ist der mittlere See des Dreiseensystems Kuito. 
Die Fläche beträgt 257 km².
Der See liegt auf 101 m.
Er hat eine Länge von 42 km und eine maximale Breite von 11,7 km.
Die maximale Tiefe beträgt 34 m.
Der See fließt zum im Osten anschließenden Nischneje Kuito ab.
Am Nordufer des Sees liegt der Ort Kalewala.